# Alcool benzylique
L'alcool benzylique est un alcool de formule semi-développée C6H5-CH2OH. C'est un liquide incolore, inflammable et irritant.

Cannizzaro le découvre en 1853 par l'action de l'hydroxyde de potassium sur le benzaldéhyde.

## Caractéristiques
- Classe : alcool primaire
- Densité : 1,045 à 20 °C
- Masse molaire : 108,139 6 g/mol
- Température d'ébullition sous 1 bar : 205 °C
- Température de fusion sous 1 bar : −15,3 °C
- Solubilité dans l'eau : Modérée
- Solubilité dans l'éthanol = alcool éthylique : Soluble
- Solubilité dans l'éther : Soluble
- Risques en cas d'utilisation : Nocif par inhalation et ingestion

## Applications
L’alcool benzylique est utilisé comme solvant polyvalent dans la fabrication des encres, des peintures, des laques, et des revêtements en résine époxy. C'est aussi un précurseur de plusieurs esters, employé en photographie (comme révélateur), dans la fabrication des savons, des parfums et comme agent de sapidité.

### Dans les nanotechnologies
L’alcool benzylique a été utilisé comme solvant polaire pour le conditionnement par di-électrophorèse des nanofils,.

### Industrie de la santé
L’alcool benzylique, à faible concentration, sert d'antiseptique dans les traitements intraveineux et comme conservateur dans les cosmétiques et les crèmes.
Aux États-Unis, la FDA a autorisé le recours à l’alcool benzylique en solution à 5 % pour la lutte contre les poux chez les enfants de plus de 6 mois et les adultes.

### Expertise
L’alcool benzylique possède pratiquement le même indice de réfraction que le quartz ou la fibre de laine : si on plonge un cristal de quartz translucide dans de l’alcool benzylique, il est presque invisible. Cette propriété a été mise à profit comme essai non destructif d'identification du quartz (Cf. l'énigme du crâne de cristal ). De même, une fibre de laine blanche, une fois plongée dans une solution d’alcool benzylique, révélera clairement ses impuretés (fibres médullaires et traces de végétaux).